# Richard Roßmanith

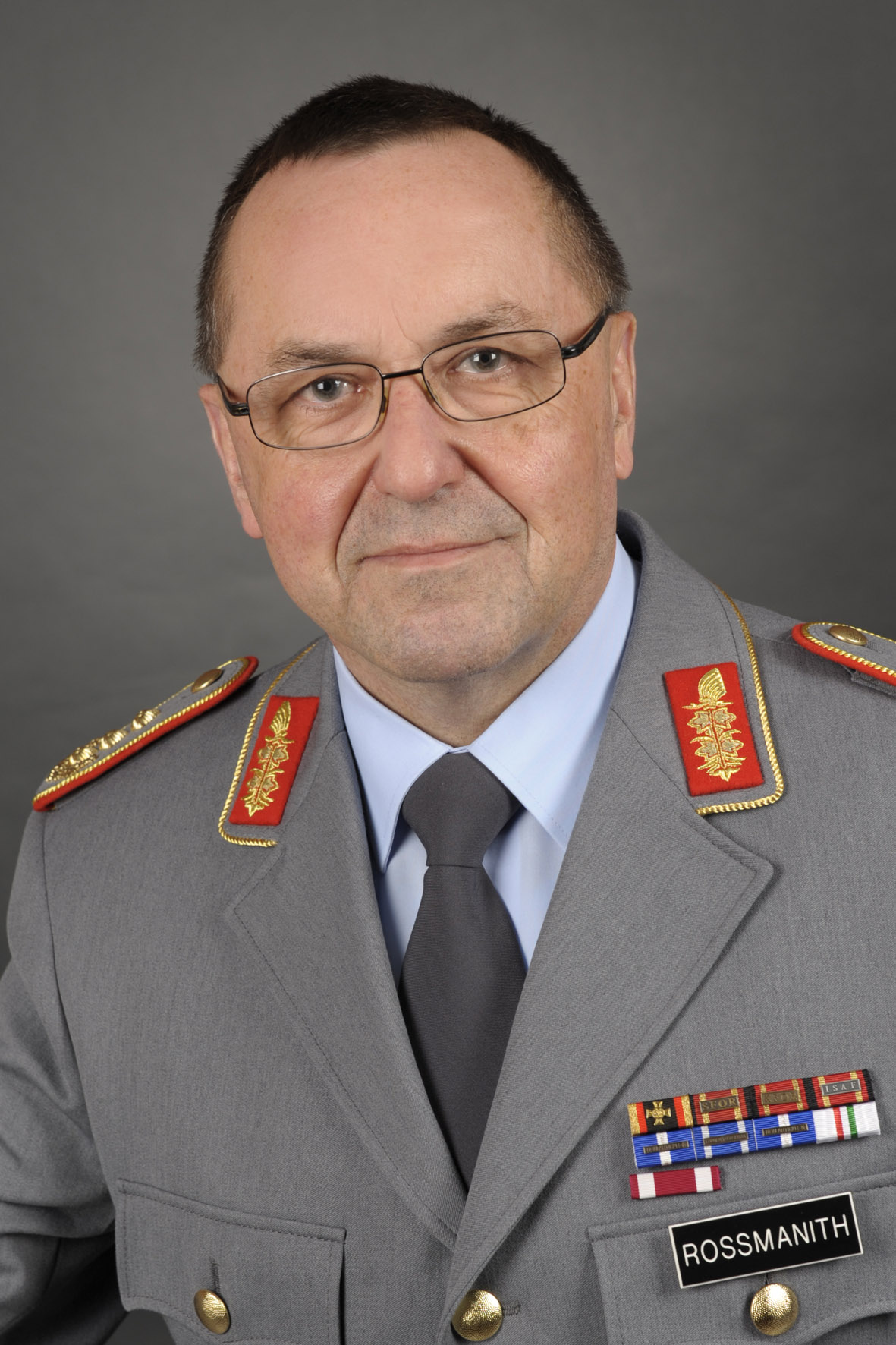
Generalleutnant Richard Roßmanith, Befehlshaber Kommando Operative Führung Eingreifkräfte in Ulm

Richard Johann Roßmanith (* 16. März 1955 in Monheim, Landkreis Donauwörth) ist ein Generalleutnant des Heeres der Bundeswehr a. D. und war auf seinem letzten Dienstposten von 18. Dezember 2012 bis 31. Januar 2018 Befehlshaber des Kommandos Operative Führung Eingreifkräfte bzw. ab dem 1. Juli 2013 Befehlshaber des Nachfolgekommandos Multinationales Kommando Operative Führung in Ulm.

## Militärische Laufbahn

### Ausbildung und erste Verwendungen
Roßmanith trat im Juli 1973 in die Bundeswehr beim Jägerbataillon 561 in München ein. Von 1974 bis 1977 absolvierte er ein Studium der Elektrotechnik an der Universität der Bundeswehr München. Danach war er bis 1981 als Zugführer beim Jägerbataillon 112 und bis 1985 als Kompaniechef beim Panzergrenadierbataillon 112 in Regen eingesetzt.

### Dienst als Stabsoffizier
Von 1985 bis 1987 wurde Roßmanith im 28. Generalstabslehrgang in der Führungsakademie der Bundeswehr in Hamburg zum Offizier im Generalstabsdienst ausgebildet. Danach wurde er Dezernent beim Deutschen Militärischen Vertreter beim NATO-Militärausschuss in Brüssel. Es folgte eine Verwendung als G3-Stabsoffizier bei der Panzerbrigade 6 in Hofgeismar. Von 1990 bis 1991 war er Chef des Stabes der 4. motorisierten Schützendivision der ehemaligen Nationalen Volksarmee in Erfurt. Bis 1993 war Roßmanith Branch Chief beim NATO-Hauptquartier BALTAP in Karup, Dänemark, und anschließend Referent im Führungsstab der Streitkräfte in Bonn. 1995 wurde er Kommandeur des Panzergrenadierbataillons 212 in Augustdorf. 1997 folgten eine Stabsverwendung als G3 beim fusionierten Wehrbereichskommando III/7. Panzerdivision in Düsseldorf und ab 1999 als Leiter der Arbeitsgruppe Weiterentwicklung im Führungsstab des Heeres im Bundesministerium der Verteidigung in Bonn. Von 2000 bis 2003 war er als Arbeitsbereichsleiter im Planungsstab des Bundesministers der Verteidigung eingesetzt.

### Dienst im Generalsrang
Als nächste Truppenverwendung übernahm er das Kommando über die Panzerlehrbrigade 9 in Munster und war danach erneut im Planungsstab des Bundesministers der Verteidigung, diesmal als dessen stellvertretender Leiter, eingesetzt. Roßmanith war von 2006 bis 2009 Vorsitzender der Deployable Forces Coordination Group bei SHAPE in Mons, Belgien, bevor er im November 2009 Chef des Stabes des Deployable Joint Staff Element 1 (DJSE 1) im Allied Force Command Heidelberg, kurz FC Heidelberg (Land) in Heidelberg wurde. Am 11. Oktober 2010 übernahm er auch die Verantwortung der Stabilitätsabteilung (Stability Division) beim Hauptquartier der ISAF in Kabul (Afghanistan) zur Unterstützung der afghanischen Regierung.
Am 18. Dezember 2012 wurde er, bei gleichzeitiger Beförderung zum Generalleutnant, zum Befehlshaber des Kommandos Operative Führung Eingreifkräfte ernannt. Zum 31. Januar 2018 übergab er das Kommando an Generalleutnant Jürgen Knappe und trat nach fast 45 Dienstjahren in den Ruhestand.

### Einsätze
- 1997: G3-Stabsoffizier im deutschen Einsatzkontingent SFOR im Feldlager Rajlovac, Bosnien-Herzegowina.
- 2003: Kommandeur der Multinationalen Brigade Süd-West und des 10. Deutschen Einsatzkontingentes der KFOR im Kosovo.
- Von September 2010 bis Januar 2012[4] Stellvertretender Chef des Stabes für Stabilität im ISAF-Hauptquartier in Kabul.

### Orden und Ehrenzeichen
Seine Orden und Ehrenzeichen umfassen u. a. das Ehrenkreuz der Bundeswehr in Gold, die Einsatzmedaille NATO, die Einsatzmedaille der Bundeswehr SFOR, die Einsatzmedaille der Bundeswehr KFOR, die Einsatzmedaille Bundeswehr ISAF, die Meritorious Service Medal der Vereinigten Staaten sowie Einsatzmedaillen aus Frankreich und Italien.

## Mitgliedschaften
Roßmanith ist Vizepräsident und Vorsitzender der Sektion Lippe der Gesellschaft für Sicherheitspolitik.

## Privates
Roßmanith ist verheiratet und hat zwei Töchter.